# Centre sportif Boris-Trajkovski
Pour les articles homonymes, voir Trajkovski.
Le centre sportif Boris-Trajkovski (en macédonien : Спортски центар Борис Трајковски), appelé A1 Arena par contrat de nommage avec A1 Makedonija, est le plus grand complexe sportif couvert de Macédoine du Nord. Il se trouve à Skopje, dans la municipalité de Karpoch, et porte le nom de Boris Trajkovski, ancien président de la République de Macédoine décédé en 2004 dans un accident d'avion. 
Il a une capacité maximale de 6 000 places pour le handball, de 8 000 places pour le basketball et de 10 000 pour les concerts. Il accueille notamment l'équipe de Macédoine du Nord de basket-ball (hommes et femmes), l'équipe de Macédoine du Nord de volley-ball (hommes et femmes) et l'Équipe de Macédoine du Nord de handball (hommes et femmes). Les Harlem Globetrotters y ont assuré un spectacle pendant la cérémonie d'inauguration en 2008. Le complexe possède quatre restaurants et un bar. Il a accueilli le Championnat d'Europe féminin de handball 2008 ainsi que des concerts de ZZ Top, Underworld, 50 Cent, Željko Samardžić, Ceca, Zdravko Čolić ou encore Đorđe Balašević. Il organise le Championnat d'Europe féminin de handball 2022, quatorze ans après la première fois.

## Événements
- Championnat d'Europe féminin de handball 2008
- Championnat d'Europe féminin de handball 2022
- Championnat d'Europe masculin de volley-ball 2023

## Galerie

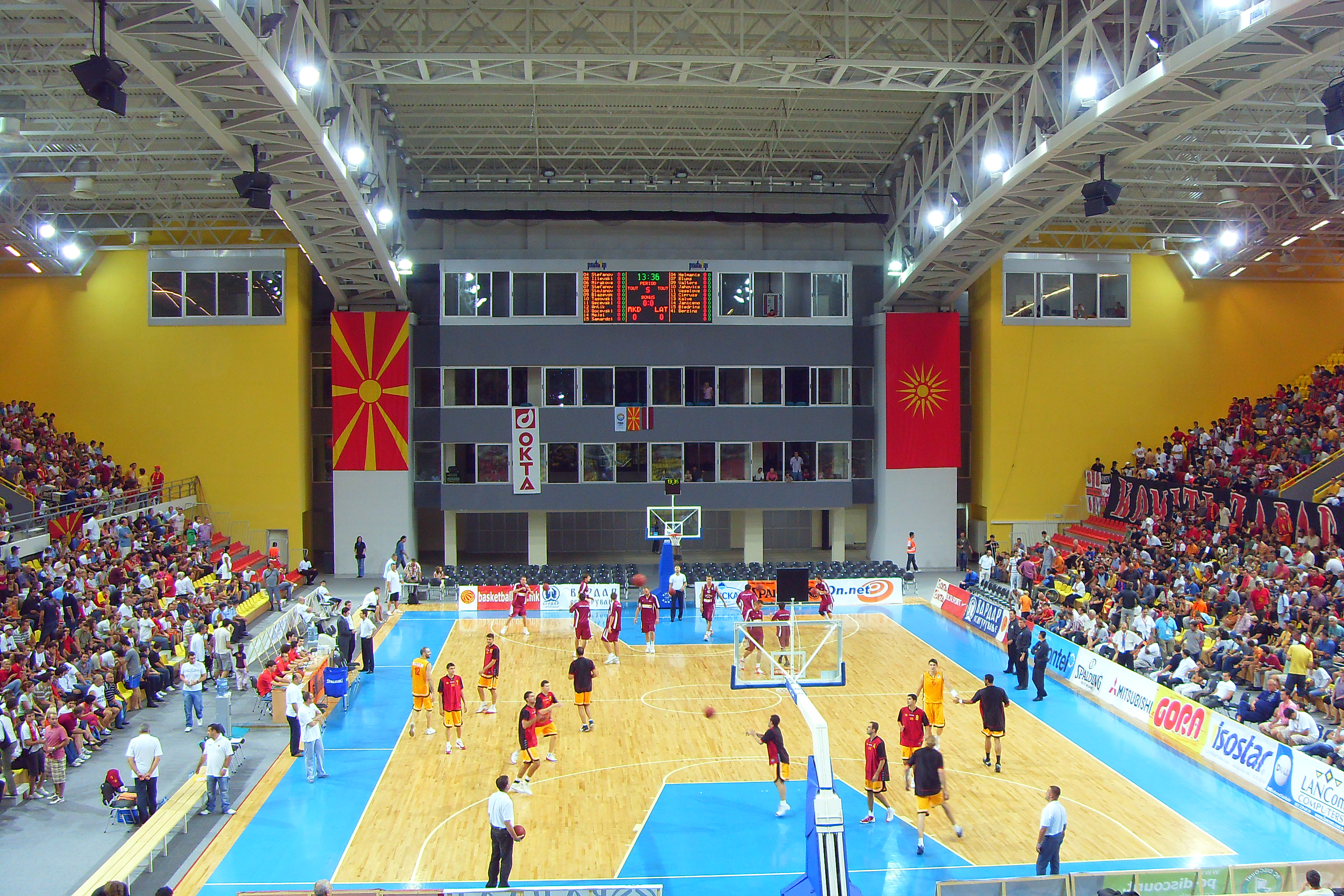
La grande salle.
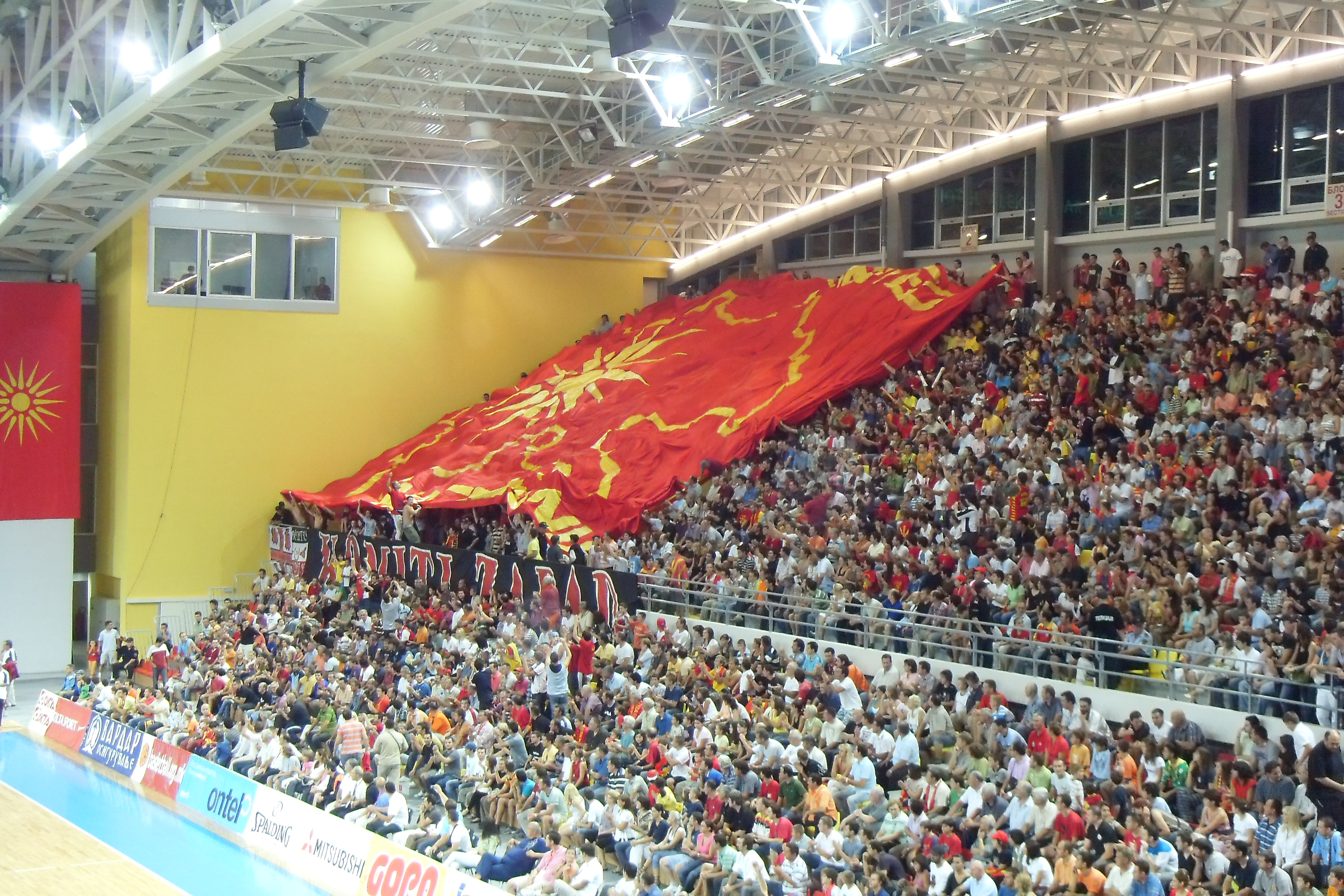
La tribune sud.
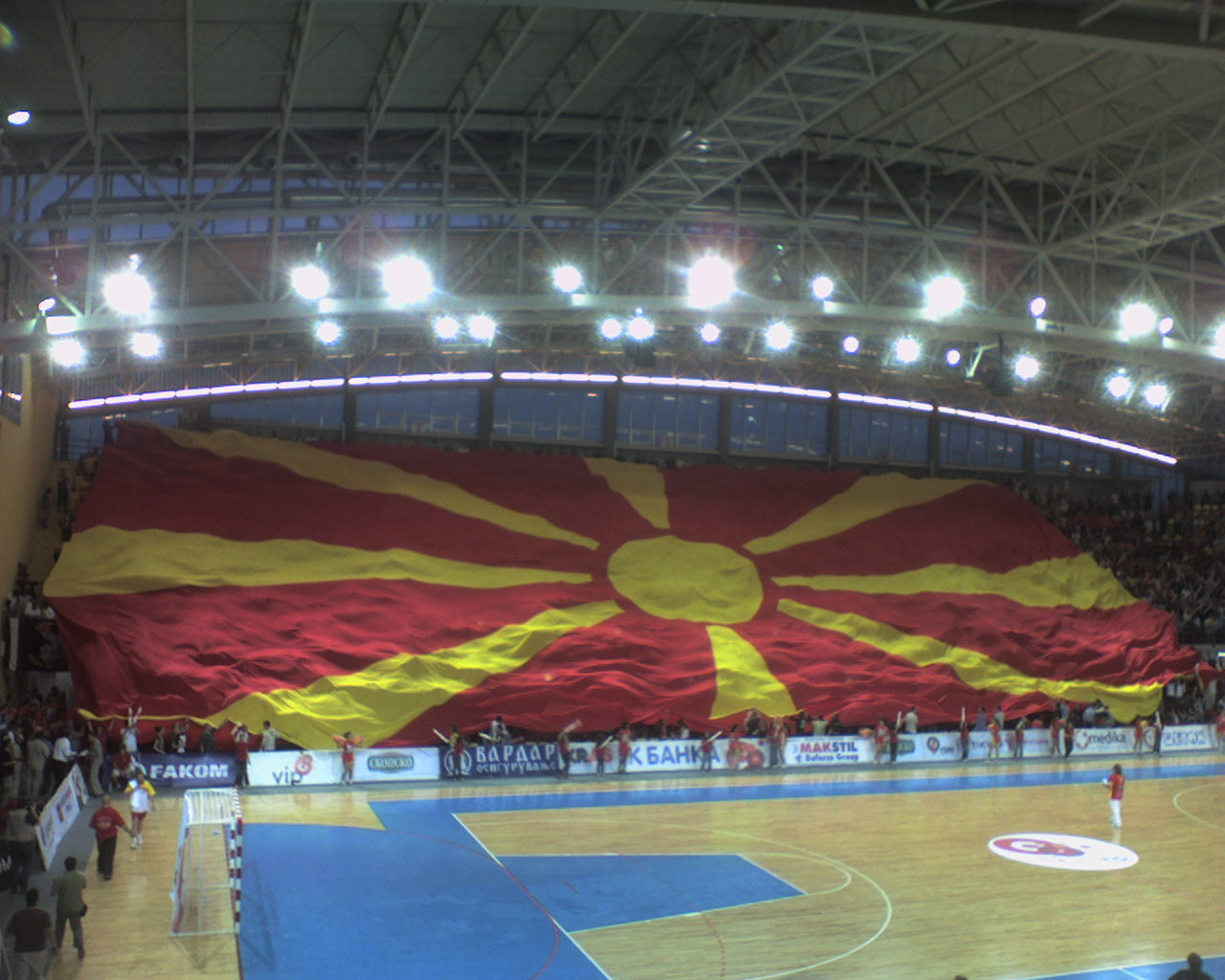
Drapeau géant de la Macédoine.